# 日本IBM藤沢事業所
日本IBM藤沢事業所（にほんアイビーエムふじさわじぎょうしょ）は神奈川県藤沢市（桐原町1番地）にかつて存在した、日本アイ・ビー・エム（米国IBMの日本法人）の事業所。コンピュータ関連の工場と開発研究所があった。
2002年12月に日立製作所がIBMのハードディスク部門（IBM藤沢工場を含む）を買収した。買収直前に日立製作所からハードディスク部門が分社した日立グローバルストレージテクノロジーズ（日立GST）と統合し、日本法人の拠点として株式会社日立グローバルストレージテクノロジーズとなった。のちに日立GSTがウエスタンデジタル (WD) に買収されて株式会社HGSTジャパンへ商号変更、その後WD内でHGSTが吸収されて現在はウエスタンデジタルテクノロジーズ合同会社の事業所である。

## 概要
神奈川県藤沢市の北部、桐原工業団地と呼ばれる所にコンピューター工場を設立した。桐原町1番地、敷地面積：11万8千平方メートル。近くにいすゞ自動車の主要工場もある。

## 藤沢工場
日本IBMの工場は第二次世界大戦後、まず東京都大田区糀谷（羽田飛行場近く）に輸入品調整工場が設立され、次に千鳥町工場（大田区千鳥町）へ移転してパンチカード・システム、IBMカード、IBM 1440コンピューターなど製造を行なった。
その後1967年にはIBM藤沢工場（藤沢市桐原町1番地）を設立・移転した。
藤沢工場では、次のような製品を製造した。
- パンチカード・システム
- IBM 1440 - ハイテク製品の輸入制限下の特別処置
- IBM System/360 モデル40 - 同上
- 2701端末制御機、端末機など
- Apple Macintosh PowerBook 2400c[2]

1971年のIBM野洲工場の開始と共に、System/360・System/370・IBM 4341などの製造はそちらへ移動し、大勢の社員も慣れない関西の環境（借家の敷金は関東の約二倍など）へ移った。
- IBM 5550の製造管理
- IBM JXの製造管理
- IBM ThinkPad [5]
- ハードディスク

2002年12月に日立製作所のIBMハードディスク部門（IBM藤沢工場を含む）買収により、日本IBM藤沢事業所は日立グローバルストレージテクノロジーズ（日立GST）へ売却された。2012年のウエスタンデジタル (WD) 日立GST買収を経て、2023年現在はハードディスク部門の日本法人がおかれている。

## 藤沢開発研究所
1972年に、新製品・サービスを開発するIBM日本開発研究所 (IBM Japan Development Laboratory) を開設した。のちに藤沢駅近傍へ移転し、1975年に藤沢事業所内で工場に隣接して増築したIBM藤沢開発研究所へ移転した。
藤沢開発研究所では次のような新製品・サービスを開発・発表した。
世界向け
- IBM 3767 - プリンター端末機 & SNA （ 1974年）
- IBM 3276 - 3270表示・制御装置 （1975年）
- IBM 3101 - ASCIIコードを用いた表示端末（1979年）

日本および東アジア向け
- IBM漢字システムおよび韓国・台湾向けシステム
- マルチステーション5550 - その後開発研究所に吸収された独立業務単位による。
- IBM JX - その後開発研究所に吸収された独立業務単位による。

1985年に、藤沢開発研究所は新築のIBM大和事業所（神奈川県大和市）へ移転して、IBM大和開発研究所と呼ばれた。

## アクセス
- 小田急江ノ島線・相鉄いずみ野線・横浜市営地下鉄ブルーライン湘南台駅西口から徒歩で15分、または神奈川中央交通バスで5分「石川山田」下車。

## 協力会社
工場関係
- 株式会社アイメス（IMES、本社：藤沢市桐原町）[7][8]